# Логинов, Виктор Николаевич
Виктор Николаевич Логинов (7 ноября 1925, Большие Вески, Владимирская область, РСФСР, СССР — 31 августа 2012, Краснодар, РФ) — советский и российский прозаик и сценарист, член Союза писателей СССР (1956—91). 

## Биография
Родился 7 ноября 1925 года в Больших Весках. После окончания средней школы никуда не решил поступать, а тут же начать с литературной деятельности, которую он начал с 1946 года, параллельно с этим решил писать сценарии для кинематографа. Экранизирован был только один из них (Наш общий друг).
В 1943 году был призван в армию. Окончил Иркутскую военно-авиационную школу авиамехаников.
О творчестве Логинова высоко отзывались писатель Виктор Астафьев и режиссер Иван Пырьев, поставивший кинофильм «Наш общий друг» по повести Логинова «На то она и любовь». Произведения В.  Логинова многотысячными тиражами печатались в популярных журналах «Знамя», «Нева», «Молодая гвардия», «Огонек», массово издавались в Краснодаре, Москве, Воронеже. Всего написал свыше 50 произведений.
Член Союза писателей СССР с 1956 года, заслуженный работник культуры РСФСР (1965) и Кубани, кавалер орденов «Знак почета» и «Дружба народов», обладатель Почетной грамоты Президиума Верховного Совета РСФСР.
Скончался 31 августа 2012 года в Краснодаре.

## Фильмография
- 1962 — Наш общий друг (по повести «На то она и любовь…», сценарист).
- 1966 — Письма с Невского пятачка (документальный), (режиссер).